# Johann Martin Saage
Johann Martin Saage (ur. 21 maja 1795 we Fromborku, zm. 31 lipca 1869 tamże) – niemiecki archiwista, historyk Warmii i organista; współzałożyciel i wieloletni członek zarządu Warmińskiego Towarzystwa Historycznego.

## Życiorys

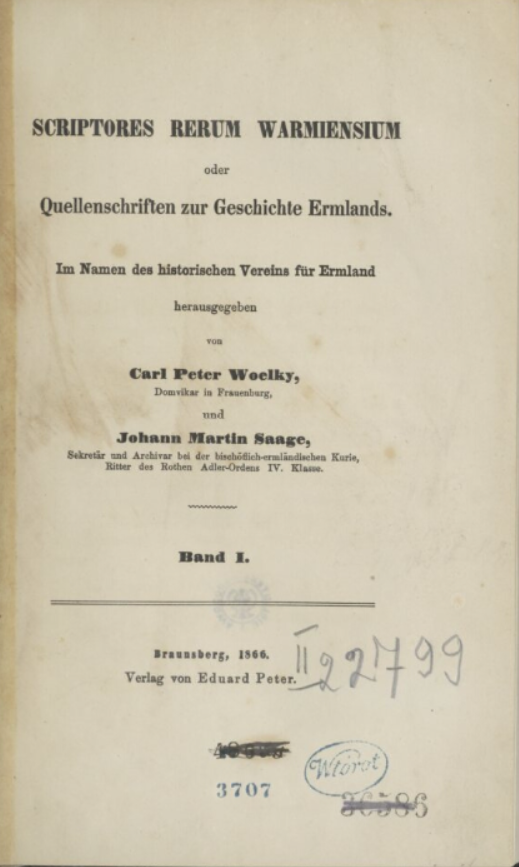
Scriptores rerum Warmiensium, Braniewo 1866

Johann Martin Saage urodził się 21 maja 1795 roku jako najstarszy syn kantora i organisty we Fromborku Martina Saage (ur. 1772 w Dobrym Mieście), z jego drugiego związku z Petronellą Kolberg z Tolkmicka. Johann pierwsze nauki pobierał u swojego ojca, który nauczył go również podstaw muzyki i gry na organach. W 1802 ojciec otrzymał posadę organisty katedralnego we Fromborku. Wówczas posłał syna Johanna do szkoły parafialnej, a następnie do gimnazjum akademickiego w Braniewie. 8 grudnia 1809 ojciec umiera przedwcześnie, pozostawiając wdowę z sześciorgiem dzieci, spośród których najstarszy był Johann w wieku 15 lat, zaś najmłodsze z rodzeństwa miało zaledwie 3 lata. Tragiczna sytuacja rodziny spowodowała, iż kapituła katedralna już 23 grudnia 1809 roku przyznała nieletniemu Johannowi posadę organisty katedralnego po ojcu, zaś jego stypendium szkolne przeniosła na jego młodszego brata. Mimo młodego wieku i niedostatecznego wykształcenia Johann prezentował bardzo wysoki poziom artystyczny. Wiedzę zarówno muzyczną, jak i z innych dziedzin uzupełniał dalej jako samouk, korzystając z pomocy wykształconych kanoników katedralnych. Tak m.in. przyswoił sobie łacinę, iż nie tylko mógł czytać Wergiliusza i Horacego w oryginale, ale też pisał swobodnie w tym języku. Jego posada organisty pozwalała mu też na dodatkowe zajęcia. Toteż zatrudnił się w magistracie miejskim jako pisarz. Tam w krótkim czasie zyskał duże uznanie swojego przełożonego, iż ten powierzał mu odpowiedzialne zajęcia w urzędzie, a późniejszym czasie oddał mu swoją córkę za żonę.
Gdy w 1818 po zawirowaniach politycznych w czasie wojen napoleońskich na urząd biskupa warmińskiego został konsekrowany Józef von Hohenzollern, potrzeba było włożyć dużo pracy, aby zrewidować i uporządkować administrację, finanse i dokumentację kapituły po okresie wakansu i braku nadzoru. Ówczesny kanclerz kurii Orlikowski polecił biskupowi Johanna Saage na stanowisko rachmistrza kurii z dość szerokimi uprawnieniami nadzoru i kontroli finansowej. Został mianowany na ten urząd z pensją 50 talarów rocznie w dniu 28 sierpnia 1818 roku. W 1820 oficjałem i wikariuszem generalnym diecezji warmińskiej został ks. Martin Fotschki. Był to człowiek bardzo dobrze wykształcony, o wiedzy zarówno klasycznej, prawniczej, jak i teologicznej, był także doskonałym administratorem. Uczynił on wkrótce Johanna swoim sekretarzem i wprowadzał we wszystkie tajniki administratury biskupiej. Johann zyskał takie zaufanie kanclerza, iż mógł samodzielnie podejmować rozstrzygające decyzje. Pozostawał na tym stanowisku przez prawie 50 lat, pracując pod rządami trzech kolejnych biskupów. Po śmierci biskupa Hohenzollerna władzę w diecezji objął biskup Geritz. Cenił on bardzo wysoko pracę Saage i obdarzył go pełnym, niemal nieograniczonym zaufaniem. O jego pracy świadczy ogrom wytworzonych dokumentów kurii dotyczących ważnych spraw diecezji. Biskup Getitz nie zwykł podejmować decyzji bez konsultacji z Saagem, nawet gdy 1848 pojechał do Frankfurtu na obrady parlamentu związane z wybuchem Wiosny Ludów, zabrał go ze sobą jako jedynego towarzysza (notabene była to jedyna podróż Johanna Saage w życiu poza diecezję warmińską). Tę 25-letnią doskonałą współpracę przerwała śmierć biskupa Geritza w 1867 roku.
23 grudnia 1859 roku Johann Saage obchodził 50-lecie pracy jako organista w katedrze fromborskiej. Przy tej okazji otrzymał odznaczenie państwowe – Order Orła Czerwonego IV klasy. Gdy 28 sierpnia 1868 roku obchodził 50-lecie pracy jako urzędnik kurii biskupiej, odznaczony został Orderem Orła Czerwonego III klasy. W tym dniu zakończył pracę jako pracownik kurii i przeszedł na emeryturę. Zachowano przy tym pełną jego pensję oraz dożywotnie prawo do mieszkania. W grudniu tegoż roku również odszedł na emeryturę z zawodu organisty. Niedługo cieszył się zasłużonym odpoczynkiem, gdyż już w lipcu roku następnego zmarł.
Bardzo owocna była jego działalność jako historyka i archiwisty. W 1841 roku archiwum biskupie przeniesione zostało do Fromborka z Lidzbarka Warmińskiego. Wymagało to ogromnej pracy przy porządkowaniu i skatalogowaniu od nowa księgozbioru. Johann Saage podjął się tej tytanicznej pracy wraz z wikariuszem Carlem Woelkym, poświęcając na to swój wolny czas. Przez to zainteresowania Johanna Saage skierowały się w stronę historii. W tej dziedzinie, jak i w innych w czasach swojej młodości, też pozostawał samoukiem. Artykułów historycznych opublikował zaledwie parę. Oprócz tego jednak wniósł znaczny wkład, wraz z Carlem Woelkym, w publikację źródeł w serii historycznej Monumenta Historiae Warmiensis.
W 1856 wraz z braniewskimi uczonymi i przedstawicielami duchowieństwa – Antonem Eichhornem, Antonem Pohlmannem, Josephem Benderem, Andreasem Thielem, Franzem Beckmannem i Carlem Peterem Woelkym – był jednym z sześciu członków założycieli Warmińskiego Towarzystwa Historycznego (Historischer Verein für Ermland).
Johann Saage udzielał ponadto bezinteresownie wsparcia innym historykom Warmii w tworzeniu opracowań historycznych. Niemal wszystkie powstałe w ciągu 30 ostatnich lat życia Saage opracowania historyczne dotyczące historii Warmii miały miejsce przy jego wsparciu i pomocy – jak służenie wiedzą, dzielenie się zbiorami, czy nakierowywanie na właściwe źródła historyczne. Jego niezawodna pamięć sprawiała, że był postrzegany jako chodzące repertorium dokumentów źródłowych.

## Życie prywatne
Johann Saage był dwukrotnie żonaty. Jego pierwszą żoną była Magdalena, córka burmistrza, drugą Petronella. Obie żony szybko umarły. Z pierwszego małżeństwa miał córkę, z drugiego syna. Syn Victor Hubert Saage został sędzią sądu okręgowego (Kreisrichter) w Löbau. Johann Saage prowadził bardzo uporządkowane życie. Potrzebował zaledwie 5–6 godzin snu na dobę. Punktualnie o godzinie ósmej rano zjawiał się zawsze w swoim biurze, o godz. 9.00, a w czasie zimowym o 10.00, siedział przy organach w katedrze. Po wyjściu z kościoła udawał się do biskupa i tam przebywał do południa lub dłużej, jeśli była taka potrzeba. Następnie, jeśli czas pozwalał, robił krótki spacer. Godziny popołudniowe od 2 do 5 poświęcał ponownie pracy jako sekretarz. Po czym, po ponownym krótkim spacerze, rozpoczynał studiowanie dokumentów, w późniejszym wieku zastępował to zajęcie czasem spotkaniami w gronie znajomych.

## Ważniejsze opracowania
- Codex diplomaticus Warmiensies oder Regesten und Urkunden zur Geschichte Ermlands (1858)[6][7]
- Scriptores Rerum Warmiensium oder Quellenschriften zur Geschichte Ermlands (1860–1889)[8]